# Виллумсен, Николай
Николай Виллумсен (дат. Nikolaj Villumsen; родился 28 февраля 1983, Орхус) — датский левый политик, представлявший Красно-зелёную коалицию (Enhedslisten) в качестве депутата Фолькетинга (2011—2019) и члена Европейского парламента (2019—2024).

## Биография
Николай Виллумсен стал учеником Риссковской гимназии в 2003 году. В 2003—2004 годах Николай Виллумсен был волонтёром в образовательной организации взаимопомощи, известной как операция «Дагсверк». В 2009 году получил степень бакалавра истории в Копенгагенском университете.
Николай Виллумсен был политически активен с 14 лет. Входил в руководство Социалистического молодёжного фронта. В 2000 году стал членом Красно-зелёную коалиции, в 2008 году войдя в правление и исполнительный комитет партии.
В 2007—2008 годах он был стажером у своего однопартийца Сёрена Сённергора, избранного в Европейский парламент от Народного движения против ЕС. Сам Виллумсен с 2008 по 2010 год был членом исполкома этого движения. В тот же период он был членом (некоторое время и председателем) комитета Народного движения по информационным технологиям и коммуникациям.
Виллумсен был членом Фолькетинга с сентября 2011 года по июнь 2019 года. Впервые был избран членом датского парламента от избирательного округа Зеландия на парламентских выборах 15 сентября 2011 года. На парламентских выборах 2015 года он был переизбран от Восточной Ютландии. Виллумсен также был членом Парламентской ассамблеи Совета Европы с 2011 года и вице-председателем группы «Объединённые европейские левые» с 2013 года.

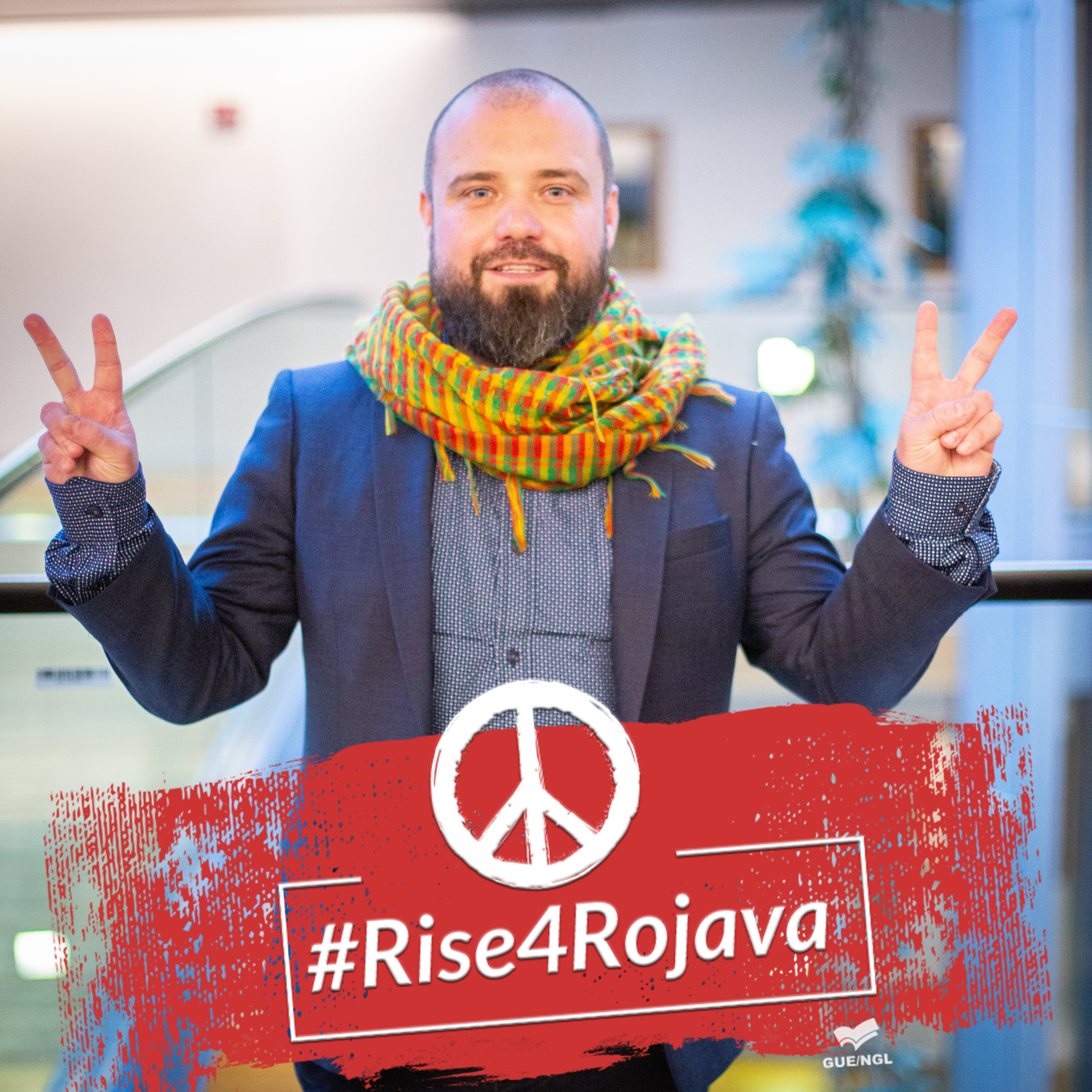
Евродепутат Виллумсен выступает в поддержку Рожавы (2019).

Он был избран в Европейский парламент на выборах 26 мая 2019 года по списку Красно-зелёной коалиции (его предшественница и однопартийка Рина Ронья Кари избиралась от Народного движения против ЕС). Кандидатура Виллумсена также была выдвинута и прошла на последующих парламентских выборах 5 июня 2019 года, но он, уже как избранный депутат Европарламента, сразу же уступил место первому заместителю Сёрену Эгге Расмуссену.
В Европейском парламенте Виллумсен входил в группу «Левые», где он являлся одним из четырёх заместителей председателя. Помимо этого, Виллумсен также являлся членом Комитета по занятости и социальным вопросам, Комитета по окружающей среде, общественному здравоохранению и безопасности пищевых продуктов и Комитета по конституционным вопросам.
В Европарламенте отметился активной солидарностью с народами, которые считает жертвами угнетения и агрессии, в том числе курдами перед лицом действий режима Эрдогана, палестинцами перед лицом израильской оккупации (за многолетнюю поддержку палестинского народа в августе 2019 года он получил благодарственную грамоту от бывшего посла Палестины в Дании Муфида Шами) и украинцами перед лицом российской агрессии.